# Andrea Bianco
Pour les articles homonymes, voir Bianco (homonymie).
Andrea Bianco est un marin vénitien et un cartographe du XVe siècle, célèbre pour son atlas du monde paru en 1436. 
L'Atlas d'Andrea Bianco se compose de dix feuilles de vélin, mesurant 29 × 38 cm.
- La première feuille contient une description de la "règle de marteloio" : une technique mathématique pour le calcul de la distance et de l'orientation en mer qui repose sur l'utilisation d'un tableau de valeurs précalculées. Cette technique vénitienne de traçage et de récupération de données, a été appelé "règles de marteloio" ou "raxon de marteloio". Personne ne sait l'origine de ce mot et ce qu'il signifie exactement, cependant il fait généralement référence à une série de règles appliquées à partir d'une table trigonométriques pré-calculée.

Cette première feuille contient deux tables et deux autres schémas. 

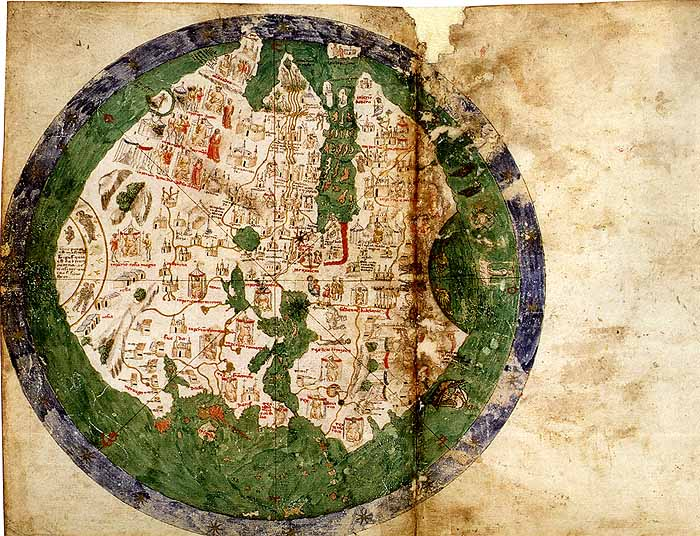
La mappemonde d'Andrea Bianco (1436)

Les neuf feuillets suivants contiennent différentes cartes de navigation. 
- Deuxième feuille : Carte des côtes de la mer Noire.
- Troisième feuille : Carte des côtes orientales de la mer Méditerranée.
- Quatrième feuille : Carte des côtes de la partie centrale de la mer Méditerranée.
- Cinquième feuille : Carte des côtes de l'Espagne, du Portugal, de l'Afrique du Nord et des îles de l'océan Atlantique (Açores, Madère, Cap-Vert et deux îles nommées "Antillia" et "Satanaxio", situées plus à l'ouest des Açores).
- Sixième feuille : Carte des côtes du Nord de l'Espagne, de France, de Flandres et des îles Britanniques.
- Septième feuille : Carte des côtes de la mer Baltique, du Danemark et de la Scandinavie.
- Huitième feuille : Carte reprenant à une échelle plus petite, l'ensemble des cartes précédentes représentant les côtes de l'Europe et celles de l'Afrique du Nord.
- Neuvième feuille : Carte circulaire du monde de 25 cm de circonférence.
- Dixième feuille : Carte du monde ptolémaïque avec la projection conique de Ptolémée.

Certains supposent qu'Andrea Bianco fut le premier à représenter et décrire correctement la côte de Floride, comme une macro-péninsule rattachée à une grande île marqués Antillia. 
Bianco a également collaboré avec Fra Mauro sur la carte du monde de 1459.

## Voir également
- Fra Mauro
- Mappemondes anciennes